# Enrique Urbizu
Enrique Urbizu Jáuregui (Bilbao, España, 1962) es un guionista y director de cine español. Además de su labor como cineasta también es profesor de dirección en la Escuela de Cinematografía y del Audiovisual de la Comunidad de Madrid (ECAM).

## Biografía
Es licenciado en Ciencias de la Información (rama de Publicidad) por la Universidad del País Vasco. En 1979 comienza a rodar cortos en Súper 8 con los compañeros del colegio. En 1987 dirige su primer largometraje, Tu novia está loca, comedia de enredo de referencias clásicas que contó tanto con actores procedentes de la llamada "comedia madrileña"  (caso de Antonio Resines) como con intérpretes vascos emergentes.  En 1991 dirige Todo por la pasta, un violento thriller trufado de comedia negra. Esta importante película fue nominada a varios premios Goya llevándose Kiti Manver el de Mejor Actriz de Reparto.
Urbizu se traslada a Madrid para realizar las adaptaciones de sendas novelas de Carmen Rico Godoy: Cómo ser infeliz y disfrutarlo en 1994 y Cuernos de mujer en 1995. Un año después adapta y dirige el cuento corto de Arturo Pérez-Reverte “Un asunto de honor” con el título Cachito. A continuación adapta la novela El club Dumas, del mismo autor, que dirige para el cine Roman Polanski en 1999 con el título de La novena puerta.
En el año 2002 escribe y dirige La caja 507, un thriller sobre la corrupción política ambientado en la Costa del Sol que consigue dos Premios Goya y otros premios en diversos festivales. Inmediatamente después dirige La vida mancha (2003), un melodrama con tonos de cine negro. 
Entre los años 2003-2016 trabaja como profesor asociado con la Universidad Carlos III de Madrid, donde imparte clases de Puesta en Escena Cinematográfica en el grado de Comunicación Audiovisual. En la actualidad y desde 2008 imparte clases en la especialidad de dirección en la Escuela de Cinematografía y del Audiovisual de la Comunidad de Madrid (ECAM). 
Ha sido presidente (2004-2014) de DAMA (Derechos Autor Medios Audiovisuales), una sociedad de gestión de derechos de autor exclusivamente formada por autores audiovisuales que rompieron cualquier vínculo con la SGAE.  
Ha sido Vicepresidente Primero de la Academia de las Artes y las Ciencias Cinematográficas de España desde el año 2006 al año 2010 y, a continuación, ejerció el cargo de Secretario de la Junta Directiva de dicha Academia.
Ha dirigido las TV movies, El hermano pequeño (1997), de la serie Pepe Carvalho, según la novela homónima de Manuel Vázquez Montalbán, y Adivina quién soy (2005), de la serie Películas para no dormir.
En el año 2011 estrena con gran éxito de crítica y público el largometraje No habrá paz para los malvados. El 19 de febrero de 2012 la película fue la gran triunfadora de los Premios Goya al conseguir 6 premios, entre ellos los de mejor película, mejor director, mejor guion original y mejor actor principal.
En 2013 dirige los dos primeros episodios de la serie Las aventuras del Capitán Alatriste, una experiencia que el cineasta califica como "frustrante".
En 2018 regresa a la televisión con la serie Gigantes de Movistar+, de la que dirige los tres primeros episodios. El éxito de crítica y audiencia cosechado por la serie hace que en 2019 se estrene su segunda y última temporada, que Urbizu dirige en su totalidad. 
Su último trabajo hasta la fecha es la miniserie de cinco episodios Libertad, de nuevo para Movistar+. Los responsables de la plataforma anunciaron que la miniserie tendría un montaje para cines de 135 minutos de duración, que se estrenó de manera simultánea a la serie el 26 de marzo de 2021. A pesar de las críticas favorables, el largometraje fracasó en taquilla. 
En 2021 ha publicado junto a Carlos Gómez el libro La caja de madera. Estudios sobre puesta en escena cinematográfica, un trabajo que reflexiona sobre las principales herramientas del lenguaje cinematográfico y el oficio del director.

## Premios
Premios Goya
| Año  | Categoría            | Película                       | Resultado |
| ---- | -------------------- | ------------------------------ | --------- |
| 2011 | Mejor director       | No habrá paz para los malvados | Ganador   |
| 2011 | Mejor guion original | No habrá paz para los malvados | Ganador   |

Medallas del Círculo de Escritores Cinematográficos
| Año  | Categoría            | Película                       | Resultado |
| ---- | -------------------- | ------------------------------ | --------- |
| 2003 | Mejor director       | La vida mancha                 | Nominado  |
| 2011 | Mejor director       | No habrá paz para los malvados | Ganador   |
| 2011 | Mejor guion original | No habrá paz para los malvados | Nominado  |

## Filmografía como director
- 1988: Tu novia está loca
- 1991: Todo por la pasta
- 1994: Cómo ser infeliz y disfrutarlo
- 1995: Cuernos de mujer
- 1996: Cachito
- 1998: El hermano pequeño (Telefilme de la serie Pepe Carvalho)
- 2002: La caja 507
- 2003: La vida mancha
- 2006: Adivina quién soy (Telefilme de la serie Películas para no dormir)
- 2011: No habrá paz para los malvados
- 2013: Las aventuras del Capitán Alatriste (serie TV, capítulos 1 y 2)
- 2015: Misterio en el parque (Cortometraje incluido en el largometraje colectivo Bilbao Bizkaia. Ext. Día.)
- 2018: Gigantes (serie TV, 1.ª Temporada, episodios 1, 2 y 3)
- 2019 Gigantes (serie TV, 2ª Temporada)
- 2020: Libertad (miniserie TV)
- 2020: Libertad (largometraje para cines)
- 2024: Cuando nadie nos ve (miniserie TV)

## Filmografía como guionista
- 1996: Cachito
- 1999: La novena puerta
- 2002: La caja 507
- 2006: Películas para no dormir: "Adivina quién soy" (TV)
- 2009: Castillos de cartón
- 2011: No habrá paz para los malvados

## Videojuegos
- 1993: Los Justicieros